# Bytów (district)
Bytów (powiat bytowski) is een Pools district (powiat) in de woiwodschap Pommeren. Het district heeft een oppervlakte van 2192,81 km² en telt 78.631 inwoners (2014). Het district is onderverdeeld in tien gemeenten (gmina), waaronder twee steden.

## Stad- en landgemeenten
- Bytów
- Miastko

## Landgemeenten
- Borzytuchom (Borntuchen)
- Czarna Dąbrówka (Schwarzdamerkow)
- Kołczygłowy (Alt Kozliglow)
- Lipnica (Liepnitz)
- Parchowo (Parchau)
- Studzienice (Stüdnitz)
- Trzebielino (Treblin)
- Tuchomie (Groß Tuchen)

## Steden
- Bytów (Bütow)
- Miastko (Rummelsburg)

Stadsdistricten:
Gdańsk · Gdynia · Słupsk · Sopot

Districten:
Bytów · Chojnice · Człuchów · Gdańsk · Kartuzy · Kościerzyna · Kwidzyn · Lębork · Malbork · Nowy Dwór Gdański · Puck · Słupsk · Starogard · Sztum · Tczew · Wejherowo

Grootste steden:
Chojnice · Gdańsk · Gdynia · Kwidzyn · Lębork · Malbork · Rumia · Słupsk · Sopot · Starogard Gdański · Tczew · Wejherowo